# Wiebke tom Dieck
Wiebke tom Dieck (* 1973) ist eine deutsche Pianistin.

## Leben
Nach dem Abitur 1992 am Max-Planck-Gymnasium in Göttingen studierte Wiebke tom Dieck im Hauptfach Klavier bei Martin Dörrie an der Hochschule für Musik und Theater Hannover und Liedgestaltung an der Kölner Hochschule für Musik bei Jürgen Glauß. Ein Gaststudium absolvierte sie bei Hartmut Höll in Karlsruhe und belegte Meisterkurse unter anderem bei George Crumb, Norman Shetler, Lew Nikolajewitsch Naumow, Konrad Elser und Jan Philip Schulze.
2007 veröffentlichte Wiebke tom Dieck zusammen mit der Sopranistin Silke Evers das Album Getroffen, auf der die beiden Musikerinnen im Duo Lieder unter anderem von Johannes Brahms, Felix Mendelssohn Bartholdy, Wolfgang Amadeus Mozart und Richard Strauss interpretierten. Wiederum mit Evers folgte 2017 das Album Mignon: Sehnsucht nach Italien. Ein Goethe-Portrait in Liedern und Lesungen, das bei Musicaphon erschien.
Außerdem tritt sie international auf und ist Pianistin beim Opernkabarett DolceDiva.
Wiebke tom Dieck lebt in Berlin.

## Auszeichnungen
- 1997: Jahresstipendium der European Piano Teachers Association aufgrund Wiebke tom Diecks Präsentation von Klavierwerken auf dem EPTA-Kongress Klaviermusik nach 1950.
- 2003: Sonderpreis für Beste Interpretationen der modernen Musik beim 5. Internationalen Wettbewerb „Franz Schubert und die Musik der Moderne“ in Graz im Duo mit der Sopranistin Silke Evers.[4]
- 2003: Arbeitsstipendium der Paula-und-Albert-Salomon-Stiftung
- 2004: 2. Preis beim Musikwettbewerb des Kulturkreises der deutschen Wirtschaft im BDI im Duo mit Silke Evers.

## Diskografie
- Mit Franz Schubert, György Ligeti, Frank Martin et al: Franz Schubert und die Musik der Moderne : 5. Internationaler Wettbewerb = Franz Schubert and the music of modernity: 5th International Competition, Graz Universität für Musik und Darstellende Kunst, 2003. OCLC 973268880
- 2007: Getroffen (CD, Edition Zeitklang)[5]
- Mit Silke Evers: Mignon Sehnsucht nach Italien, Bärenreiter Musicaphon 2017. OCLC 1189030324

## Diverses
- Wiebke tom Dieck ist eine Urenkelin von Max tom Dieck und Walter Klingenberg sowie die jüngste Tochter von Tammo tom Dieck.
- Sie hatte einen Gastauftritt als Pianistin in einer Folge der Seifenoper Unter uns.